# Ignacio Abarca y Valdés
Ignacio Abarca y Valdés: (¿?, c. 1675-Oviedo, Asturias, 1735) Fue un pintor barroco español que estuvo activo en León y Asturias, en la época de transición de los siglos XVII al XVIII.

## Biografía
Es probable que fuese originario —aparte de Asturias— de León o de Valladolid, ya que se conservan obras suyas tanto en el ayuntamiento de La Bañeza, como en la catedral de León. Aunque no se conocen demasiados datos sobre su vida, se sabe que vivió en La Bañeza durante veinte años y que formó parte de la cofradía de El Carmen. Ya en 1708 estaba activo en Oviedo.
Estuvo casado con Rosa Gómez Echevarría, natural de Pamplona, Navarra.
Cuando falleció, en Oviedo, en 1735, su economía no era holgada.

## Obra
Son pocas las obras que se conservan, pero todas están relacionadas con la religión o con la mitología clásica.
Su estilo está influenciado por Luca Giordano —se sabe que de él copió la obra Presentación de Nuestra Señora, actualmente en la catedral de Oviedo—, sobre todo en las actitudes dinámicas y en las decoraciones, así como por Rubens y la escuela flamenca, de donde toma el carácter ostentoso de sus obras. Se puede pensar que tuvo un periodo de aprendizaje en Madrid, tanto por las influencias anteriores, como por el estilo de los pintores barrocos madrileños de la misma época. Esta relación se aprecia, por ejemplo, en la tabla Santo Domingo recibiendo el rosario de manos de la Virgen (escena del ático del retablo de Nuestra Señora del Rosario, Oviedo), en la que se distingue una realización intensa y rápida, así como una gran viveza de las tonalidades cálidas.

## Pinturas
- San Fermín y san Francisco Javier, patronos de Navarra, 1696.
- Orisgonta, Museo de León, León, Castilla y León.
- Santo Tomás de Aquino, Museo de Las Alhajas, La Bañeza, León, Castilla y León.
- Retablo de Nuestra Señora del Rosario, Convento de Santo Domingo, capilla del Rosario, Oviedo, Asturias.
- Santa Eulalia de Mérida, Museo de la Iglesia, Oviedo, Asturias.